# نورت گیت (کالیفرنیا)
نورت گیت (به انگلیسی: North Gate) یک منطقهٔ مسکونی در ایالات متحده آمریکا است که در شهرستان کنترا کوستا، کالیفرنیا واقع شده‌است. نورت گیت ۱٫۷۰۴ کیلومتر مربع مساحت و ۶۷۹ نفر جمعیت دارد و ۷۷٫۱۲ متر بالاتر از سطح دریا واقع شده‌است.